# Lord luogotenente

Bandiera di lord luogotenente

Il Lord luogotenente (in inglese lord-lieutenant) è un fiduciario del sovrano britannico, del quale è rappresentante nelle aree di luogotenenza del Regno Unito.
Si tratta di un titolo onorifico conferito di persona dal sovrano a personalità di rilievo e prestigio della contea; l'area di luogotenenza cui a tale figura viene conferita rappresentanza spesso non corrisponde ai confini della moderna contea amministrativa, in seguito alle varie leggi di ristrutturazione delle suddivisioni del Paese.
Storicamente, invece, il luogotenente era responsabile della milizia armata della contea, privilegio detenuto fino al 1871; fino al 1921, altresì, era in capo al luogotenente la chiamata alle armi degli abili al combattimento.
In Scozia, dove le contee furono abolite nel 1975, il luogotenente è in genere designato in rappresentanza del sovrano nel distretto, o in casi più rari in un'area del distretto più o meno coincidente con quella della contea soppressa.

## Origini

### Inghilterra e Galles
In Inghilterra, Galles ed Irlanda, il lord luogotenente è la principale carica ufficiale della contea. La creazione della carica si data all'epoca dei Tudor.
I luogotenenti vennero dapprima nominati per il numero di contee storiche create da Enrico VIII d'Inghilterra negli anni quaranta del XVI secolo, quando le funzioni militari di sceriffo vennero meno. I diversi sceriffi vennero pertanto elevati a lord luogotenente con competenza sulla milizia locale di cui aveva la direzione e di cui assumeva la carica di comandante. Queste commissioni erano un tempo a durata limitata e potevano comportare la fuoriuscita dai confini del Regno Unito in caso di necessità belliche.
I luogotenenti presto divennero più organizzati, probabilmente già dal regno del successore di Enrico VIII, Edoardo VI e poi approvato definitivamente dal parlamento nel 1550. Ad ogni modo, bisognò attendere sino all'invasione delle forze spagnole in Inghilterra nel 1585 perché la carica di luogotenente fosse presente in ogni contea o contea corporata e che divenisse effettivamente permanente. Tuttavia alcune contee vennero lasciate senza luogotenenza sino agli anni novanta del medesimo secolo, a seguito della sconfitta dell'Invincibile Armata spagnola.
L'incarico venne abolito sotto il Commonwealth ma venne ristabilito con la restaurazione sotto i termini dell'Act for ordering the Forces in the several Counties of this Kingdom del 1662. L'atto dichiarava che:
...Sua Eccellentissima Maestà, i suoi Eredi e Successori, per tutti i secoli dei secoli e qualora l'occasione lo richiedesse, ordina la creazione di Commissioni di Luogotenenza per la Persona di Sua Maestà, suoi Eredi e Successori per tutte le rispettive contee, città e palazzi d'Inghilterra e del Galles e per il villaggio di Berwick-upon-Tweed.
La City of London era l'unica a disporre di una commissione di luogotenenza apposita ed era indipendente dall'autorità del luogotenente del Middlesex. Il Conestabile della Torre di Londra ed il Lord Guardiano dei Cinque Porti erano ex-officio luogotenenti di Tower Hamlets e Cinque Ports rispettivamente, e si occupavano esclusivamente di affari militari.
Il titolo ufficiale dell'incarico a quel tempo era "His/Her Majesty's lieutenant for the county of x" (Luogotenente di Sua Maestà per la contea di x), che poi veniva abbreviato in "lord lieutenant".

### Irlanda
An Act to make the Militia of this Kingdom more useful (Geo 2, c.9) venne vagliato dal Parlamento irlandese nel 1715, il che consentì la nomina di luogotenenti in rappresentanza del Monarca inglese.

### Irlanda del Nord
Nel 1921 con la fondazione del territorio dell'Irlanda del Nord, i lord luogotenenti continuarono ad essere nominati dal Governatore dell'Irlanda del Nord per le sei contee e i due boroughs presenti. Nel 1973 le contee ed i boroughs vennero aboliti dal governo locale ed attualmente il lord luogotenente viene nominato direttamente dalla regina.

### Scozia

Lo Stendardo Reale di Scozia portato dal lord luogotenente durante il suo incarico.

Anche se molti luogotenenti vennero nominati in Scozia dal 1715, non fu sino al 1794 che il luogotenente ottenne la nomina reale per il proprio incarico. Dal Militia Act 1797, il luogotenente venne nominato "per contee, stewartdati, città e palazzi" oltre al controllo sulla milizia locale.
Mentre detenevano il loro incarico, i lord luogotenenti di Scozia erano tra i pochi ad essere autorizzati all'utilizzo dello Stendardo Reale di Scozia.

## XIX secolo
Il Militia Act 1802 provvedé alla nomina dei luogotenenti Lieutenants for the Counties, Ridings, and Places in Inghilterra e Galles, e diede loro il comando della milizia di contea. Nel caso di villaggi o città corporate, il "chief magistrate" che aveva l'autorità di nominare un deputato luogotenente in assenza di nomina di un luogotenente da parte della corona.
Il Regulation of the Forces Act 1871 rimosse il luogotenente dalla carica di capo della milizia della contea, come giurisdizione, diritti e comando esercitati per conto della corona.
Il Militia Act 1882 ridiede la giurisdizione dei luogotenenti alla corona.
L'incarico di luogotenente era onorario e veniva concesso per volere reale, ma virtualmente a vita. Solitamente, ma non necessariamente, la persona nominata luogotenente veniva anche nominata Custos Rotulorum

## XX secolo

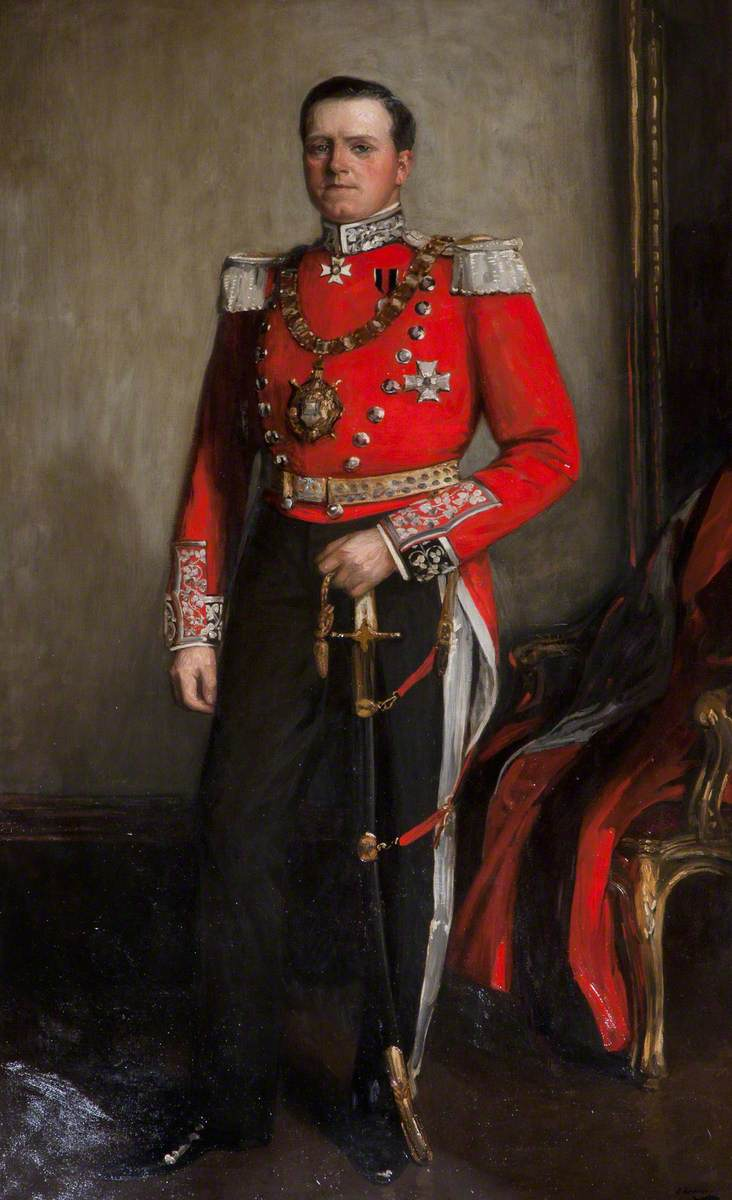
Anthony Ashley-Cooper, IX Conte di Shaftesbury in uniforme completa come Lord-Luogotenente di Belfast, anni 1900.

Il Territorial and Reserve Forces Act 1907 stabilì le County Territorial Force Associations, nel quale il luogotenente era il presidente.
In Irlanda anche dopo il 1921, come già detto, le nomine continuarono a livello locale mentre con la costituzione della Repubblica d'Irlanda l'anno successivo le contee vennero ufficialmente abolite in Irlanda e con esse i Lord Luogotenenti a partire dal 1973.
Nel 1975 le contee cessarono di essere presenti in Scozia. Il governo locale, infatti, rimpiazzò le contee con le regioni ed ogni regione poteva avere uno o più lord luogotenenti in nomina.

## Oggi

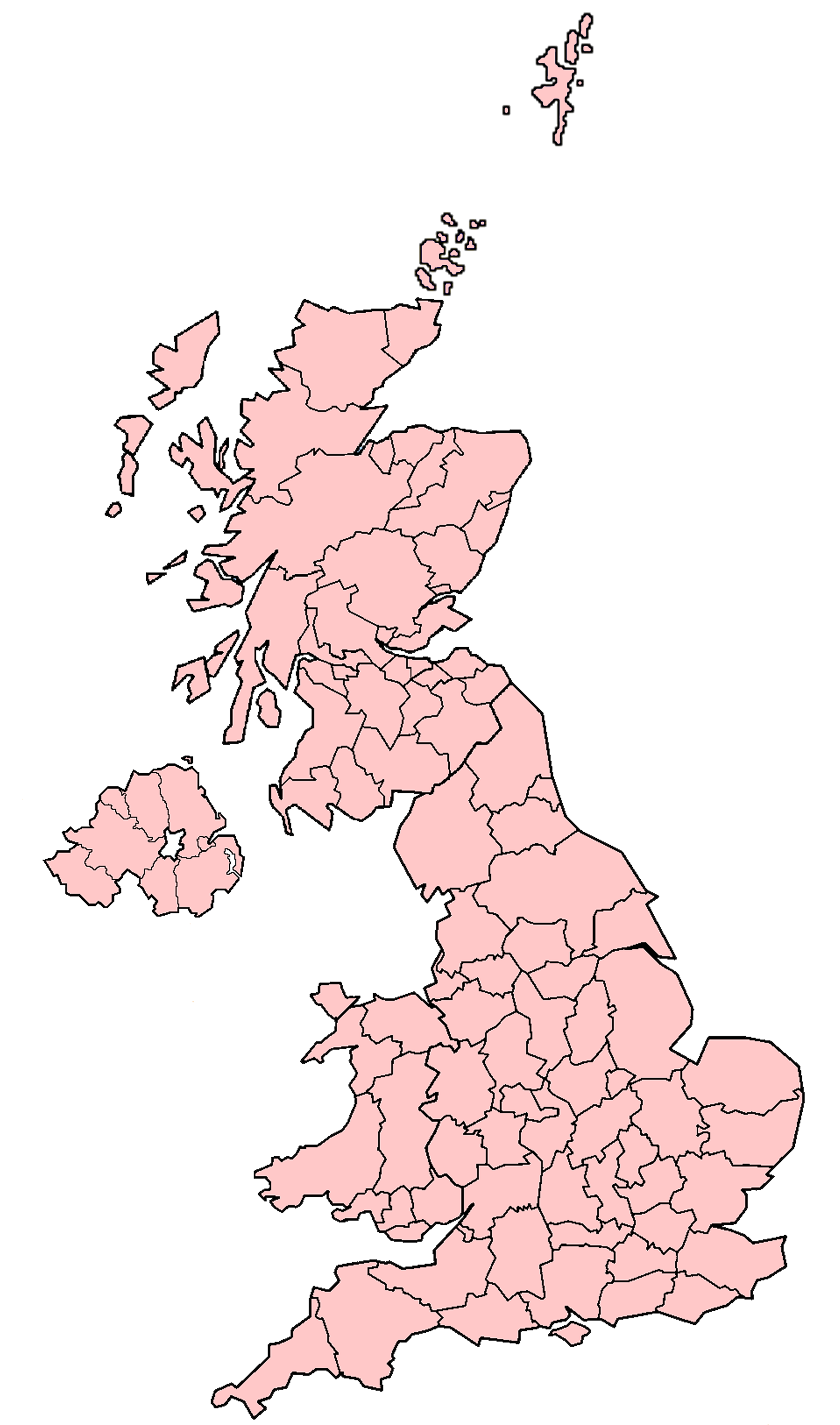
Le aree delle Luogotenenze nel Regno Unito

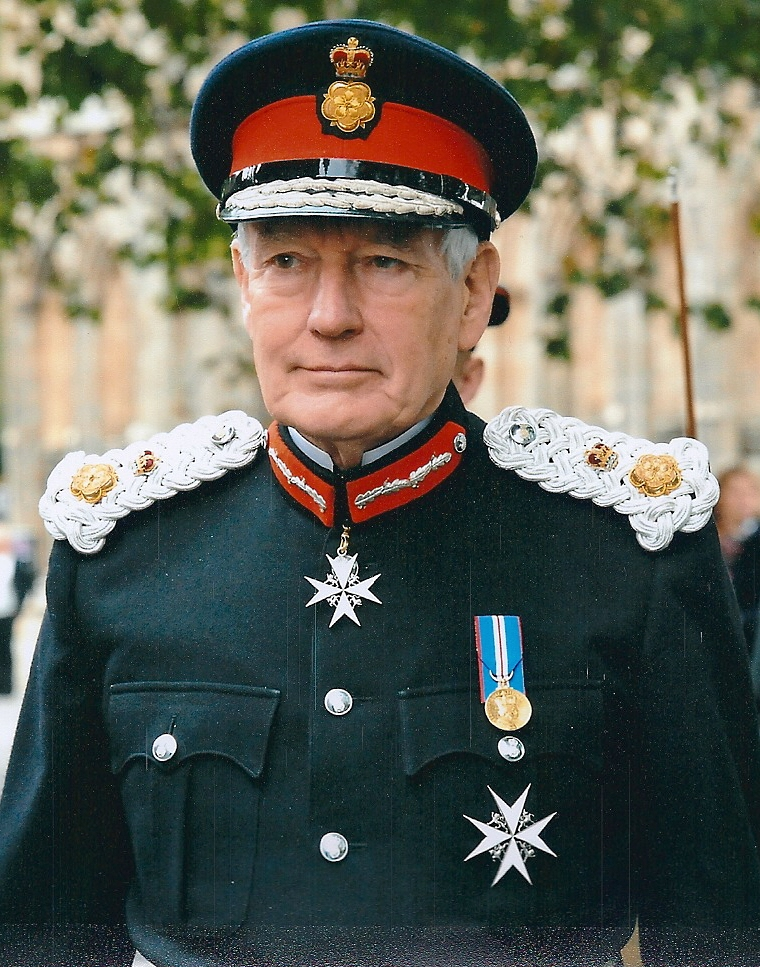
La divisa di un Lord luogotenente

Nel 1996 le regioni scozzesi e i distretti vennero aboliti nell'ambito della riorganizzazione territoriale.
Una parziale riforma del governo locale dell'Inghilterra sino al 1995 portò alla creazione delle cosiddette Contee cerimoniali d'Inghilterra, dove vengono ancora oggi nominati dei lord luogotenenti in maniera onorifica. Il Lieutenancies Act 1997 è il documento più recente in materia riguardante le luogotenenze d'Inghilterra e include la lista definitiva di tutte le aree attualmente utilizzate come luogotenenze.
Dalla riorganizzazione del 1996 in Galles, i lord luogotenenti del Galles sono oggi nominati dalle Contee preservate del Galles.
La City of London ha mantenuto il proprio status inalterato dal 1882, anche se qui il capo della commissione è il Lord Mayor of the City of London.
Tra i compiti e le responsabilità attuali del lord luogotenente si riscontrano:
- Programmare le visite dei membri della famiglia reale e la scorta reale
- Presentare la nomina a medaglie ed onorificenze al sovrano per membri della propria luogotenenza di competenza;
- Partecipare alle attività civiche, volontarie e sociali
- Collaborare con le unità locali della Royal Navy, Royal Marines, British Army, Royal Air Force e forze associate
- Guidare la magistratura locale e i giudici di pace

Come rappresentante del sovrano, il lord luogotenente rimane una carica apolitica ed apartitica. La nomina attualmente è concessa a vita anche se tradizionalmente viene concessa la rimozione per pensionamento dalla carica all'età di 75 anni.
Il lord luogotenente è supportato da un vice lord luogotenente e da alcuni deputati da lui nominati. Il vice luogotenente assume le cariche del luogotenente in caso di malattia o impossibilità ad assolvere i propri compiti da parte del luogotenente in carica. Il luogotenente può nominare dai 30 ai 40 deputati proporzionalmente alla popolazione presente nella contea.
La carica non è stipendiata ma riceve un aiuto minimo per le spese di segreteria, per il pranzo e per i viaggi. I lord luogotenenti maschi ricevono la possibilità d'indossare l'uniforme da cerimonia nelle occasioni più solenni.

## Lord luogotenente d'Irlanda
Il lord luogotenente d'Irlanda era il capo dell'amministrazione britannica in Irlanda sino alla fondazione dell'attuale Irlanda nel 1922.